# 拦路强盗
拦路强盗（Highwayman）、拦路抢匪是17世纪到18世纪间英国用来形容那些专门在公路上的公共马车和其他运输车辆上，抢劫乘客的罪犯。这些歹徒以威胁恐吓及暴力的手段达到夺取受害者财物的目的。一个典型的拦路强盗会骑着马匹，并通常携带着一支手枪。
該等匪徒性質上與東方的響馬賊雷同。